# Kilómetro

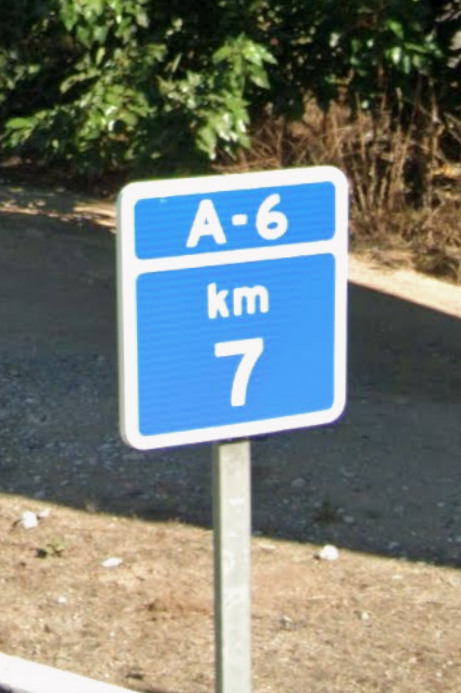
Señal del kilómetro 7 de la autovía A-6, en Madrid, España.

El kilómetro  (también escrito quilómetro, aunque en desuso) es una unidad de longitud. Es el tercer múltiplo del metro, equivalente a 1000 metros.
Su símbolo es km. No se trata de una abreviatura, sino de un símbolo, por lo que no acepta plural, mayúscula, ni lleva punto final —excepto cuando se encuentra como último elemento de una frase u oración. Cabe destacar, además, que el símbolo del prefijo kilo- debe ser escrito siempre con la letra k minúscula y redonda (es decir, no en cursiva).

## Equivalencias en el SI
Un kilómetro contiene:
- 1 000 000 milímetros (mm)
- 100 000 centímetros (cm)
- 10 000 decímetros (dm)
- 1000 metros (m)
- 100 decámetros (dam)
- 10 hectómetros (hm)

## Equivalencias en otras unidades
Un kilómetro es aproximadamente igual a:
- 3280,839895 pies.
- 1093,613298 yardas.
- 0,621371192 millas.
- 0,621369949 millas de agrimensura.
- 0,539956803 millas náuticas.